# Magdalena Galka
Magdalena Galka, geborene Schlüter (* 1976 in Nürnberg) ist eine deutsche Pianistin.
Magdalena Galka wurde in einer deutsch-schwedischen Musikerfamilie geboren. Ihr Vater war der Pianist Karl-Heinz Schlüter, ihre Schwester ist die Pianistin und Kirchenmusikerin Ann-Helena Schlüter. Ersten Musikunterricht erhielt sie bei ihrer Mutter, später von ihrem Vater. An der Hochschule für Musik Würzburg studierte sie als Jungstudentin bei Arne Torger Klavier. Nach dem Abitur begann sie ihr reguläres Musikstudium ebenfalls bei Arne Torger. Weitere Studiengänge besuchte sie an der Musikhochschule Stuttgart  bei Friedemann Rieger  und Andrzej Ratusiński. Sie schloss ihre Ausbildung 2006 mit dem Konzertexamen ab. Sie konzertierte als Solistin, Liedbegleiterin und Kammermusikerin im In- und Ausland. Ihre Interpretationen wurden vom Bayerischen Rundfunk dokumentiert. 2022 veröffentlichte sie ihre erste CD mit eigenen Klavierkompositionen.

## Veröffentlichungen (Auswahl)
- Sieben Klavierstücke. Waldkauz Musikverlag 2010.
- Harmonisch durchs Jahr. 12 leichte Klavierstücke. Waldkauz Musikverlag 2015.
- 10 Kasachische Tänze für Klavier zu vier Händen. 2021.
- Peace Preludes für Klavier. 2021.
- Mein kleines Heft der Weihnachtslieder. 2022.